# 徳島県立佐那河内村いきものふれあいの里
徳島県立 佐那河内村いきものふれあいの里（とくしまけんりつ さなごうちそんいきものふれあいのさと）は、徳島県名東郡佐那河内村にある公園。1992年（平成4年）7月21日にオープン。

## 施設
- センターゾーン
  - ネイチャーセンター(452m2)
  - 自然観察路(940m)
  - 駐車場(15台)
- 自然観察スポット1(昆虫観察の森)
  - 野営場(3,380m2)
  - バンガロー5棟、テントサイト20区画、炊事棟、管理棟1棟
  - 自然観察路(1,490m)
  - 駐車場(16台)
- 自然観察スポット2(野鳥観察の森)
  - 野鳥観察舎(1棟、10m2)
  - 自然観察路(1,310m)
  - 駐車場(10台)
- 自然観察スポット3(植物観察の森)
  - 自然観察路(930m)
  - 駐車場(8台)
- 自然観察スポット4(森林観察の丘)
  - 自然観察路(1,500m)
- 自然観察スポット5(野鳥観察の丘)
  - 野鳥観察舎(2棟、20m2)
  - 展望台(1棟)
  - 自然観察路(1,230m)
- 自然観察スポット6(水生動物観察の谷)
  - 自然観察路(600m)

## 利用情報
- 開館時間：ネイチャーセンターは9:00〜16:00
- 休館日：毎週月曜日、祝日の時は翌日、年末年始(12月28日〜1月4日)
- キャンプ場開設期間：4月25日〜9月30日

## 交通
- 佐那河内村南部・大川原高原から徳円寺にかけての一帯(標高350〜880ｍ)に位置。
- JR徳島駅から車で約1時間(約25Km)。